# Утешение (жанр)

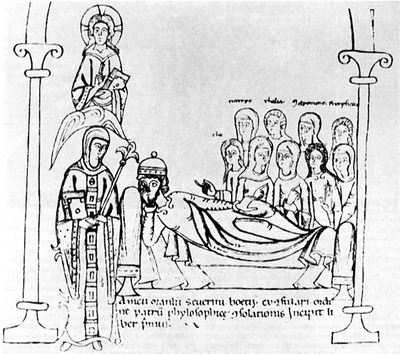
Боэций, утешаемый Философией. Миниатюра XII в. из трактата «Утешение философией»

Утешение (др.-греч. Παραμυθητικός, лат. Consolatio) — жанр литературы, — речь, послание или другое сочинение, чаще всего обращённое к родным или друзьям, потерявшим близких, и имеющее целью помочь им справиться со своей скорбью. Жанр утешения имел широкое распространение в античности, встречается и в более поздней литературе.
В достижении своей цели «утешения» прибегают к помощи философии, тем более что «античная философия платонического или стоического толка — это „упражнение к смерти“, наука праведной жизни и спасения души».
Поскольку «утешение» обычно призывает на помощь философию, оно имеет много общего и граничит с другим жанром — протрептиком — побуждением (приглашением) к занятиям философией.

## История
Образцовым считалось в античности поздне́е утраченное сочинение платоника Крантора «О скорби» (IV—III века до н. э.). Из древнегреческой литературы до нас дошло лишь два образца этого жанра: «Утешение к жене» Плутарха и «Утешение к Аполлонию» Псевдо-Плутарха. Из древнеримской литературы известны утешения Цицерона («Утешение» к самому себе по случаю смерти дочери Туллии; сохранившийся текст признан подложным, подлинное сочинение Цицерона утрачено) и Сенеки (утешения к своей матери Гельвии по случаю его ссылки на Корсику — «De Consolatione ad Helviam Matrem»; к Полибию, вольноотпущеннику и секретарю императора Клавдия, по случаю смерти его брата — «De Consolatione ad Polybium»; к Марции по случаю смерти её сына — «De Consolatione ad Marciam»), а также некоторые другие. Утешительная элегия «Consolatio ad Liviam Augustam de morte Drusi», которая приписывалась Педону Альбиновану (I век н. э.), как теперь считается, была написана лишь в XV веке. На исходе античности появилось «Утешение философией» Боэция, которое, впрочем, выходит за рамки одного жанра.
В эпоху Возрождения образцы этого жанра нередко можно встретить у итальянских гуманистов, таких как Джаноццо Манетти («Диалог о смерти сына», 1438) или Франческо Фильефо (80-страничная утешительная речь, обращённая к Якопо Антонио Марчелло, потерявшему сына; 1461).
В Новое время среди известных примеров жанра можно назвать поэтическое «Утешение господину Дюперье по поводу смерти его дочери» Малерба (1598). С жанром утешения пересекаются ставшие популярными в Новое время сочинения об «искусстве умирания» (ars moriendi), такие как «Об искусстве достойной смерти» (De arte bene moriendi, 1620) Роберта Беллармина.